# ريكارد ميلتون
ريكارد ميلتون (بالسويدية: Richard Milton)‏ هو سباح سويدي، ولد في 22 يونيو 1965 في أوبسالا في السويد.

## وصلات خارجية
- ريكارد ميلتون على موقع الاتحاد الدولي للسباحة (الإنجليزية)
- ريكارد ميلتون على موقع اللجنة الأولمبية الدولية (الإنجليزية)
- ريكارد ميلتون على موقع أوليمبيديا (الإنجليزية)
- ريكارد ميلتون على موقع اللجنة الأولمبية السويدية (السويدية)